# Winkler Prins
Winkler Prins est une encyclopédie en néerlandais, fondée par le poète et ecclésiastique hollandais Anthony Winkler Prins (1817-1908) et publiée par Elsevier, en 9 éditions ; la première, publiée en 16 volumes de 1870 à 1882, et la dernière (la dernière sous forme de livre), numérotée de 26 volumes, de 1990 à 1993. En ce qui concerne le contenu, cette édition finale, intitulée De Grote Winkler Prins (la Grande Winkler Prins) est l'un des ouvrages les plus complets de son genre publiés jusqu'à présent dans tout pays, contenant plus de 200 000 articles et références ; des universitaires et journalistes de renom tels que Frits Staal et G. B. J. Hiltermann figurent parmi les éditeurs. Aujourd'hui, une version en ligne par abonnement est disponible.

## Éditions

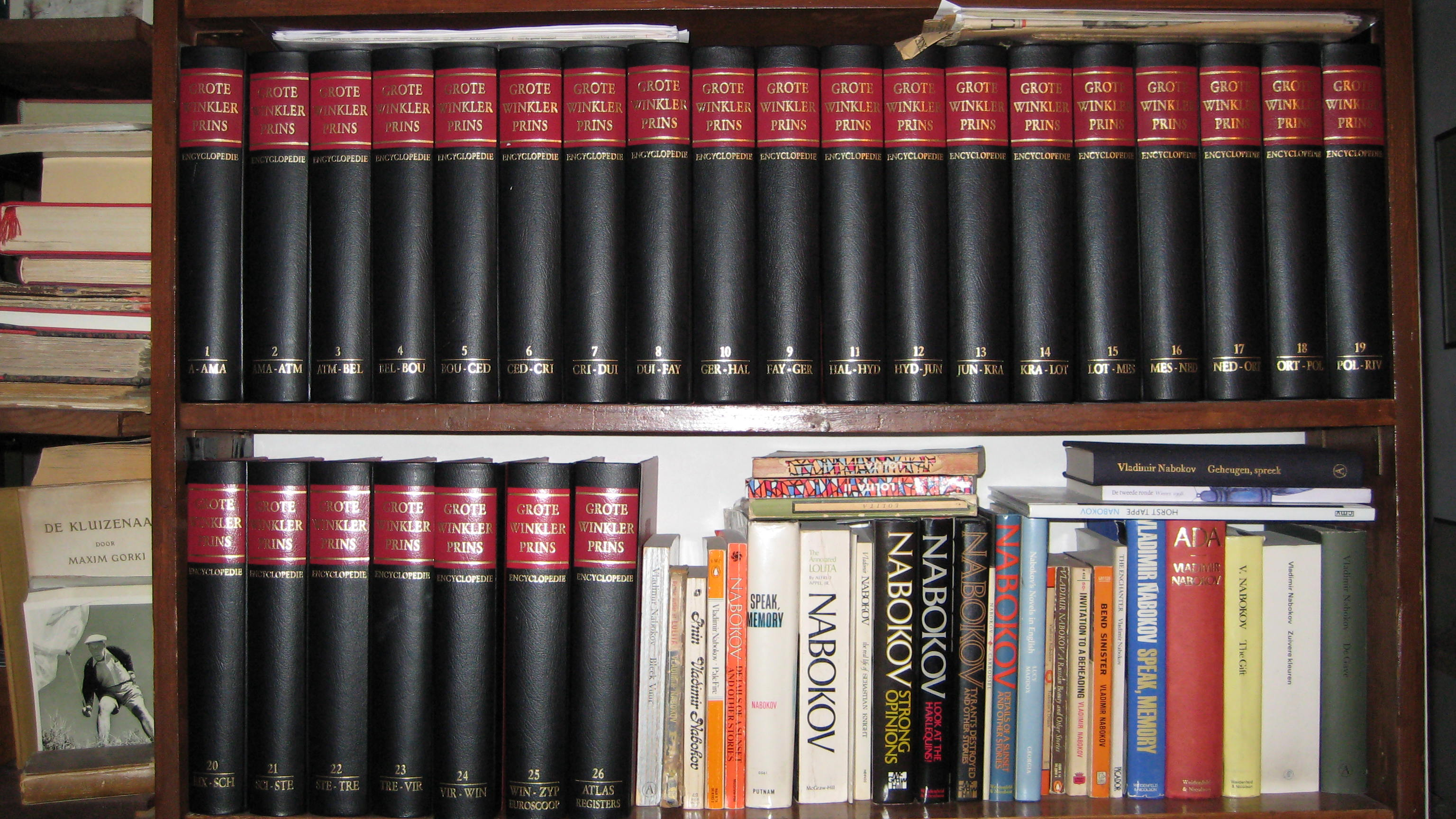
La Grote Winkler Prins, 9ème édition en 26 volumes (1990-1993).

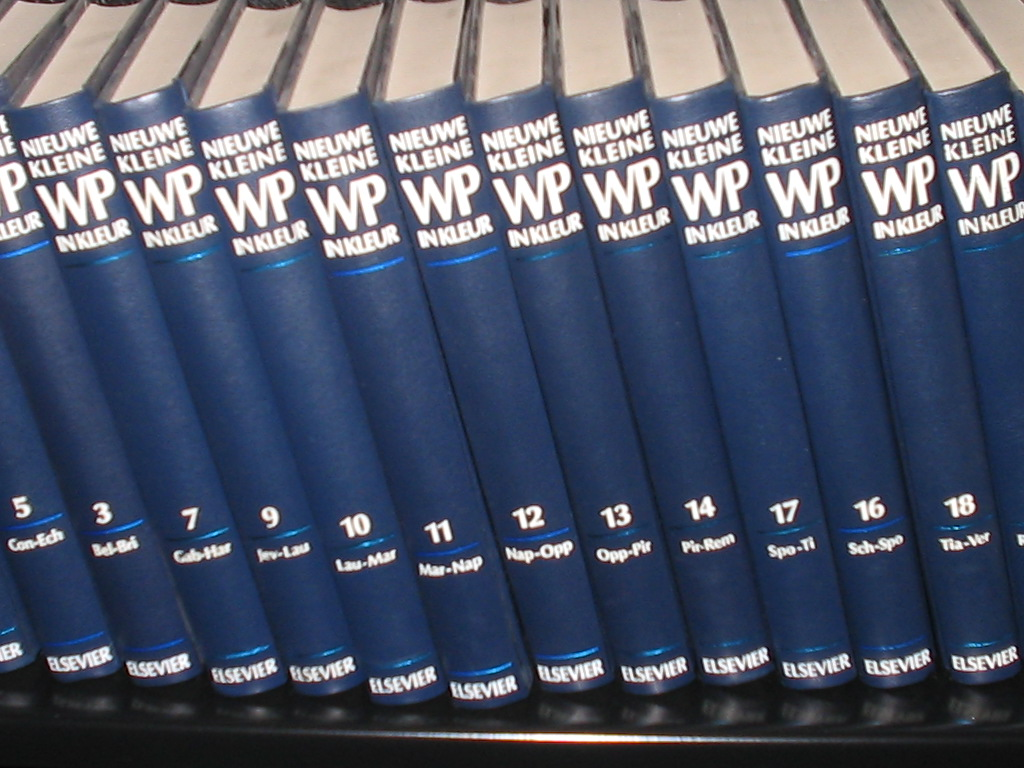
La Nieuwe Kleine (la petite nouvelle) édition de la Winkler Prins

- Geïllustreerde Encyclopædie : Woordenboek voor wetenschap en kunst, beschaving en nijverheid.  Rédacteur en chef: A. Winkler Prins. 15 vol. A-Z, et on vol. (16) avec des illustrations, des 1870-1882. Amsterdam: Brinkman.
- Geïllustreerde Encyclopædie : Woordenboek voor wetenschap en kunst, beschaving en nijverheid.  2e ed. (2de, naar de nieuwste bronnen herziene fr aanmerkelijk vermeerderde uitgave.) Rédacteur en chef: A. Winkler Prins. 15 vol., 1884-88. Supplément (vol. 16), 1888. Rotterdam: Elsevier.
- Winkler Prins' Geïllustreerde Encyclopaedie.  3e ed. (3de, geheel om - fr bijgewerkte druk.) Rédacteur en chef: Henri Zondervan. 16 vol., 1905-1912. Amsterdam: Elsevier.
- Winkler Prins' Geïllustreerde Encyclopaedie.  4e ed. (4de herziene fr bijgewerkte druk.) Rédacteur en chef: Henri Zondervan. 16 vol., 1914-1922. Amsterdam: Elsevier. via HathiTrust
  - v. 1: A-Ar (1914)
  - v. 2: Ar-Être (1915)
  - v. 4: Bo-Ec (1915)
  - v. 6: Da-Em
  - v. 8: Ge-Ha (1917)
  - v. 10: C'-Ku
  - v. 11: Kuh-Mar (1919)
  - v. 12: Ma-Pas
  - v. 14: Po-Sc (1921)
  - v. 15: Sch-Tri (1922)
  - v. 16: Tr-Z
- Winkler Prins' Algemeene Encyclopaedie.  5e ed. (5de geheel nieuwe druk.) Rédacteur en chef: J. de Vries. 16 vol., 1932-1938. Amsterdam: Elsevier.
- Winkler Prins Encyclopaedie.  6e ed. (6de, geheel nieuwe druk.) Rédacteurs en chef: E. de Bruyne, G. B. J. Hiltermann, H. R. Hoetink. 18 vol., 1947-1954. Supplément, 1955, 1960, 1969. Amsterdam [etc.]: Elsevier.
- Algemene Winkler Prins Encyclopedie.  Rédacteurs en chef: H. R. Hoetink, E. de Bruyne, J. F. Koksma, R. F. Lissens, J.-de-Biche. 10 vol., 1956-1960. Supplément, 1960. Amsterdam [etc.]: Elsevier
- Grote Winkler Prins: Encyclopedie en twintig delen.  7ème ed. (7de geheel nieuwe druk.) Rédacteurs en chef: J. F. Staal, A. J. Wiggers. 20 vol., 1966-1975. Supplément, 1976. Amsterdam [etc.]: Elsevier.
- Grote Winkler Prins: Encyclopedie de 25 delen.  8e ed. (8ste geheel nieuwe druk.) Rédacteurs en chef: R. C. van Caenegem fr S. Groenman. 25 vol., 1979-1984. Supplément, 1984. Amsterdam [etc.]: Elsevier.
- Grote Winkler Prins: Encyclopedie en 26 delen.  9e ed. (9de geheel nieuwe druk.) Rédacteur en chef: L. C. M. Röst. 26 vol., 1990-1993. Amsterdam [etc.]: Elsevier.